# René II Lotaryński
René II Lotaryński, fr. René II (ur. 2 maja 1451 w Angers, zm. 10 grudnia 1508 w Fains) – hrabia Vaudémont od 1470, książę Lotaryngii od 1473, książę Bar w latach 1483–1508. Jako książę Kalabrii w latach 1480–1493 był pretendentem do tronu królestwa Neapolu i hrabstwa Prowansji. W latach 1493–1508 był tytularnym królem Neapolu i Jerozolimy.

## Pochodzenie

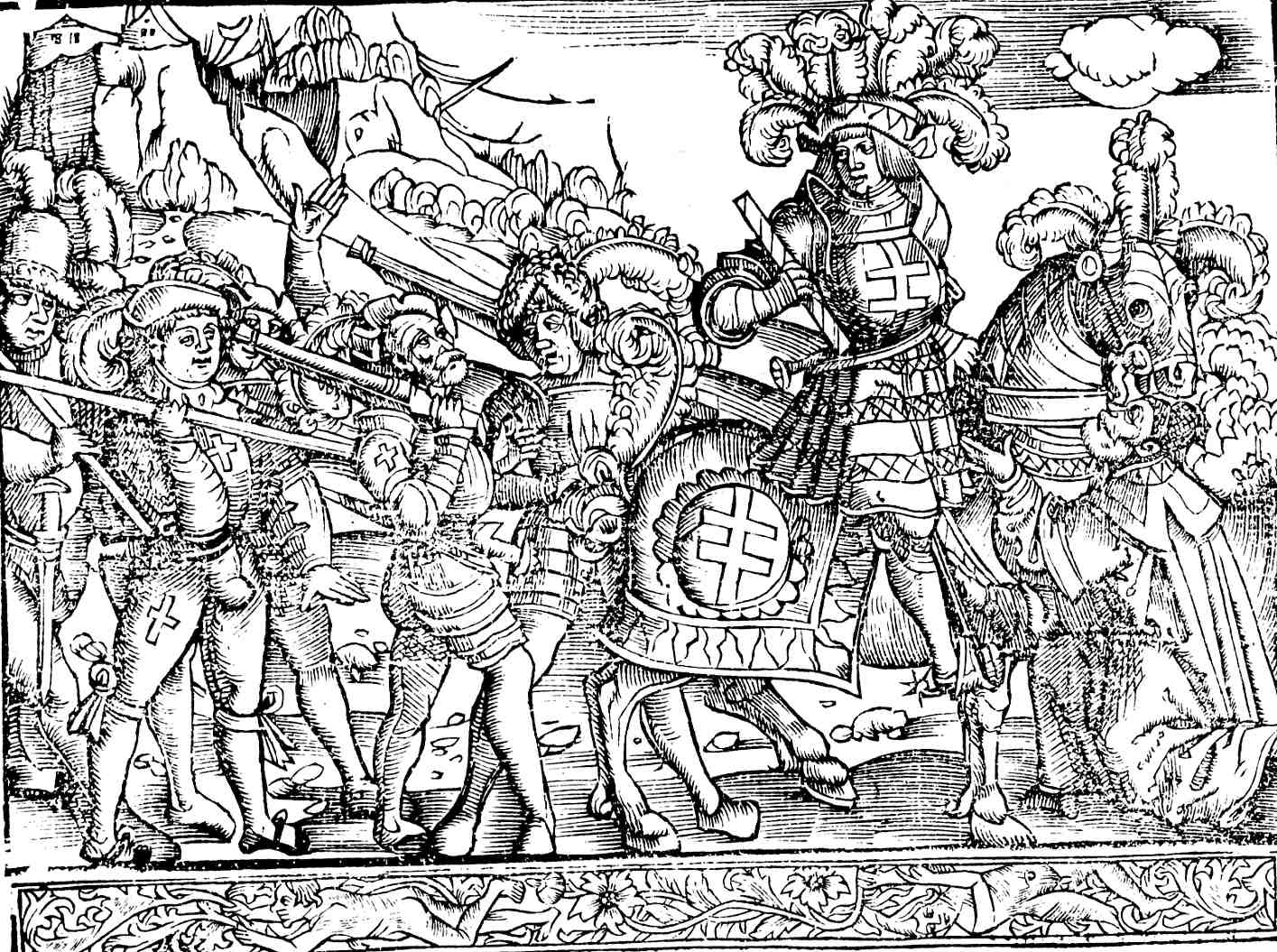
René II na czele swoich oddziałów

Urodził się jako syn Jolanty Andegaweńskiej (córki René I Andegaweńskiego, zwanego Dobrym Królem René i Izabeli Lotaryńskiej) i Fryderyka, hrabiego Vaudémont. Jego ojciec pochodził z  dynastii de Vaudémont, młodszej gałęzi lotaryńskiej rodziny książęcej, pochodzącej od księcia Lotaryngii Jana I. René II był więc głównym potomkiem lotaryńskiej linii męskiej i lotaryńskiej linii żeńskiej, kiedy w 1473 odziedziczył księstwo po bezpotomnej śmierci swojego kuzyna – Mikołaja I Andegaweńskiego.
W 1473 po swoim wuju Janie de Vaudémont otrzymał tytuł hrabiego Harcourt i Aumale, pierwszego tytułu używał przed 1495, a drugiego po tym roku. W 1504 odziedziczył tytuł księcia de Guise.

## Rządy
Podczas swoich rządów René musiał walczyć z Karolem Zuchwałym, księciem Burgundii, który najechał Lotaryngię. Z pomocą króla Francji i dzięki szwajcarskim wojskom, René pokonał Karola w bitwie pod Nancy.

## Życie prywatne
9 września 1471 ożenił się z Joanną Harcourt (zm. 1488), hrabiną Tancarville, ale małżeństwo to anulowano w 1485. 1 września 1485, w Orleanie, René poślubił Filipę, córkę księcia Geldrii Adolfa z Egmond. Para miała kilkanaścioro dzieci:
- Karola (ur. 1486, w Nancy i zmarłego w dzieciństwie),
- Franciszka (ur. 1487, w Pont-à-Mousson i zmarłego podczas porodu),
- Antoniego, księcia Lotaryngii (1489–1544),
- Mikołaja (1493, w Nancy i zmarłego w dzieciństwie),
- Klaudiusza, księcia Guise (1496–1550), założyciela linii de Guise, męża Antoniny de Burbon-Vendôme,
- Jana, kardynała Lotaryngii i biskupa Metzu (1498–1550),
- Ludwika, hrabiego Vaudémont (1500–1526),
- Franciszka,  hrabiego Lambesc (1506–1525),
- Annę (1490, w Bar-le-Duc – 1491),
- Izabelę (1494, w Lunéville – przed 1508),
- Klaudię i Katarzynę (1502, w Bar-le-Duc i zmarłe w dzieciństwie).